# 103-й батальон радиационной, химической и биологической защиты
103-й батальон радиационной, химической и биологической защиты (словац. 103. prápor radiačnej, chemickej a biologickej ochrany) — основное РХБЗ подразделение, входящее в состав Сухопутных войск Словакии. Бригада находится под непосредственным командованием ВС Словакии. Бригада дислоцируется в Рожняве. с 1 марта 2012 года командиром бригады является подполковник Оливер Тодеришка.
Основной задачей батальона является оказание военной  помощи органам МВД и гражданским властям, в устранении угроз химической, биологической и ядерной террористической атаки, а также и в решении экологических аварий и стихийных бедствий. Совместное выполнение задач с органами МВД и предпринять меры в виде медицинского, дозиметрического и аналитического обследования перемещенных лиц (беженцев). В задачи батальона так же входит сбор информации о ядерной, химической и биологической обстановки на всей территории Словакии.

## История
Противохимические войска в Чехословакии были созданы уже в 1949 году.  1 ноября 1992 года в Римавске-Соботе из переобразованной 3-й бригады химической защиты, в 1995 году она была преобразована в пятую базу РХБЗ. Фактический батальон был сформирован было осуществлено 1 января 2004 года, целью которого было распределения по на один батальон в сухопутных войск и один для ВВС, но в октябре этот план был изменен и планировался только для сухопутных войск. С 1 января 2005 года батальон передислоцировался из Римавске-Соботе в Рожняву. 31 мая 2013 по указу президента Словацкой Республики название батальона переименовывается на нынешнее.

## Деятельность
Батальон участвует в международных учениях, а также сотрудничает с полицейскими силами.  В период обучения и тестирования в  центре РХБЗ, в Земянске-Костоляни присутствовали два полковника индийской армии. Устройство батальона также позволяет работать с Организацией по запрещению химического оружия.

## Награды
- 27 сентября 2013 года за деятельность в ходе операции «Несокрушимая свобода» указом президента Словакии батальон был награжден боевым флагом с крестом 2-й степени.[4]